# Список самых высоких православных храмов и колоколен
Список самых высоких православных храмов и колоколен в мире, высота которых превышает 70 метров.

## Храмы
В источнике указана высота с крестом.
Строятся в настоящее время.
| Высота (м) | Название                                                                      | Изображение | Краткое описание | Построено | Место                    |
| ---------- | ----------------------------------------------------------------------------- | ----------- | --- | --------- | ------------------------ |
| 135        | Собор спасения нации                                                          |             | Это самый высокий и самый большой по объёму и второй в мире по площади православный собор в мире. Он расположен в центре Бухареста, напротив здания парламента Румынии. В соборе находится самый большой в мире свободный качающийся церковный колокол и самый большой в мире православный иконостас. Храм рассчитан на 7000 человек. | 2010—н.в. | Бухарест · Румыния       |
| 103        | Храм Христа Спасителя                                                         |             | Заново отстроенный храм Христа Спасителя считается самым большим собором Русской православной церкви. Кафедра Патриарха Московского и всея Руси. Храм рассчитан на 10 000 человек. | 1995—2000 | Москва · Россия          |
| 101,5      | Исаакиевский собор                                                            |             | Исаакиевский собор — выдающийся образец позднего классицизма. | 1818—1858 | Санкт-Петербург · Россия |
| 97.5       | Благовещенский собор                                                          |             | Построен в русско-византийском стиле и не имеет сходства с утраченным одноимённым собором города Воронежа. | 1998—2009 | Воронеж · Россия         |
| 96         | Спасо-Преображенский кафедральный собор                                       |             | Храм стоит на высоком берегу реки Амур. | 2001—2004 | Хабаровск · Россия       |
| 95         | Храм Воскресения Христова (главный храм Вооружённых Сил Российской Федерации) |             | Построен в парке «Патриот» в районе города Кубинка Одинцовского района Московской области к празднованию 75-летия Победы в Великой Отечественной войне. | 2018—2020 | Кубинка · Россия         |
| 93,7       | Смольный собор                                                                |             | Проект 140-метровой колокольни остался невоплощённым. | 1751—1835 | Санкт-Петербург · Россия |
| 87         | Александро-Невский Новоярмарочный собор                                       |             | Расположен на стрелке Оки и Волги. Кафедральным стал в 2009 году. Является самым высоким зданием на территории Нижегородской области. | 1867—1880 | Нижний Новгород · Россия |
| 86,1       | Цминда Самеба                                                                 |             | Является главным кафедральным собором Грузинской православной церкви. | 1995—2004 | Тбилиси · Грузия         |
| 85         | Свято-Троицкий собор                                                          |             | | 2000—2025 | Бая-Маре · Румыния       |
| 83,7       | Собор трёх святителей                                                         |             | Второй по высоте собор Румынской православной церкви. Вмещает более 4000 человек. | 1936—1940 | Тимишоара · Румыния      |
| 82,5       | Спасский кафедральный собор                                                   |             | Главный храм Пензы, разрушенный в 1934 году и воссозданный в 2011—2021 годах. | 2011—2021 | Пенза · Россия           |
| 81         | Спас на Крови                                                                 |             | Сооружён на месте покушения на императора Александра II. Освящён в честь Воскресения Христова. | 1883—1907 | Санкт-Петербург · Россия |
| 80         | Троице-Измайловский собор                                                     |             | 25 августа 2006 года произошло возгорание строительных лесов, переросшее в сильный пожар. В результате внешние конструкции большого купола обрушились на внутренний свод. К 2010 году собор был полностью восстановлен. | 1828—1835 | Санкт-Петербург · Россия |
| ~80        | Храм-колокольня во имя Воскресения Христова на Рогожском кладбище             |             | Возведена на средства купцов-старообрядцев после снятия ограничений на возведение старообрядческих храмов. | 1907—1910 | Москва · Россия          |
| 79         | Храм Святого Саввы                                                            |             | Храм расположен на том месте, где османский воевода приказал сжечь мощи святого Саввы. | 1935—2004 | Белград · Сербия         |
| 78         | Троицкий собор                                                                |             | Храм расположен во Псковском Кремле. Является самым высоким зданием на территории Псковской области. | 1682—1699 | Псков · Россия           |
| 78         | Монастырь Сэпынца-Пери                                                        |             | Самый высокий деревянный храм в мире | 1998—2003 | Сэпынца · Румыния        |
| 77         | Спасо-Преображенский собор Николо-Угрешского монастыря                        |             | Рассчитан на 7000 человек. | 1880—1894 | Дзержинский · Россия     |
| 77         | Большой Златоуст                                                              |             | Храм-колокольня, разрушенный в 1930 году и воссозданный в 2006—2013 годах вблизи от своего исторического фундамента. По данным подрядчика, высота восстановленного храма составляет 65 м. | 2006—2013 | Екатеринбург · Россия    |
| 76         | Казанский собор                                                               |             | Кафедральный собор построен на самой высокой точке Ставрополя. Является самым высоким зданием на территории Ставропольского края. | 2004—2008 | Ставрополь · Россия      |
| 75,6       | Троицкий собор                                                                |             | Проект был утверждён в 1830 году с пометкой «выше Исаакия не строить». | 1836—1857 | Моршанск · Россия        |
| 75         | Успенский собор                                                               |             | Расположен на территории Астраханского кремля. | 1699—1710 | Астрахань · Россия       |
| 74,6       | Вознесенский собор                                                            |             | Войсковой казачий собор в столице Всевеликого войска Донского. | 1891—1904 | Новочеркасск · Россия    |
| 74,5       | Храм Святых Сергия Радонежского и Елизаветы                                   |             | | 2010—2014 | Екатеринбург · Россия    |
| 74         | Вознесенский собор                                                            |             | Собор является одним из двух самых высоких зданий на территории Липецкой области. | 1845—1889 | Елец · Россия            |
| 74         | Свято-Михайловский собор                                                      |             | Самый крупный храм Украины. Может вместить 12 000 человек. | 1994—2002 | Черкассы · Украина       |
| 74         | Всехсвятская церковь                                                          |             | Храм-памятник в честь Всех Святых и в память безвинно убиенных во Отечестве нашем. | 2006—2008 | Минск · Беларусь         |
| 73         | Храм Христа Спасителя                                                         |             | Храм расположен на площади Победы. Является самым высоким зданием на территории Калининградской области. | 2004—2006 | Калининград · Россия     |
| 72,7 м     | Михаило-Архангельский собор                                                   |             | | 2008—2022 | Архангельск Россия       |
| 71,6       | Казанский собор                                                               |             | Император Павел I пожелал, чтобы строящийся по его велению храм был похож на собор Святого Петра в Риме. | 1801—1811 | Санкт-Петербург · Россия |
| 71,2       | Свято-Троицкий собор                                                          |             | Храм-памятник жертвам политических репрессий. Является самым высоким зданием на территории Магаданской области. | 2001—2011 | Магадан · Россия         |
| 70,6       | Морской Никольский собор                                                      |             | Купол собора служит ориентиром для моряков. | 1902—1913 | Кронштадт · Россия       |
| 70,4       | Собор Петра и Павла                                                           |             | Храм пирамидальной формы увенчан пятью шатровыми главами. | 1894—1904 | Петергоф · Россия        |
| 70         | Собор Святого Архистратига Михаила                                            |             | | 1907      | Ижевск Россия            |

## Колокольни
В источнике указана высота с крестом.

В источнике указана высота без креста.
| Высота (м) | Название                                                      | Изображение | Краткое описание | Построено                        | Место                                                                     |
| ---------- | ------------------------------------------------------------- | ----------- | --- | -------------------------------- | ------------------------------------------------------------------------- |
| 122,5      | Колокольня Петропавловского собора                            |             | Трёхъярусная колокольня увенчана золочёным шпилем с фигурой летящего ангела. На протяжении 219 лет — высочайшее сооружение в России. | 1712—1733                        | Санкт-Петербург · Россия                                                  |
| 107        | Колокольня Казанского Богородичного мужского монастыря        |             | Пятиярусная колокольня рядом с Казанским собором. Является самым высоким зданием на территории Тамбовской области. | 2009—2011                        | Тамбов · Россия                                                           |
| 106        | Колокольня Воскресенского собора                              |             | Отдельно стоящая колокольня. Является самым высоким зданием на территории Ивановской области. | 1810—1832                        | Шуя · Россия                                                              |
| 97         | Колокольня Благовещенского собора                             |             | Построена в русско-византийском стиле. | 1998—2009                        | Воронеж · Россия                                                          |
| 96,52      | Большая Лаврская колокольня                                   |             | Диаметр первого яруса колокольни составляет 28,8 м, толщина стен первого яруса — 8 м. Глубина фундамента из гранитных плит превышает 7 м. | 1731—1745                        | Киев · Украина                                                            |
| 93,7       | Колокольня Спасо-Преображенского собора                       |             | Является самым высоким зданием на территории Ярославской области. | 1797—1804                        | Рыбинск · Россия                                                          |
| 93         | Колокольня Николо-Угрешского монастыря                        |             | При монастыре, вне его территории действует гостиница для паломников, управляемая паломнической службой монастыря. | 1758—1763, перестроена в 1859 г. | Дзержинский · Россия                                                      |
| 90,34      | Колокольня Николо-Берлюковской пустыни                        |             | Высота колокольни с крестом 127 аршин 4 вершка. | 1895—1899                        | деревня Авдотьино · Московская область · Россия                           |
| ~90        | Колокольня храма Воскресения Христова в Тезине                |             | Более узкая и немного выше, чем её прототип — колокольня Ивана Великого, перекликается образно с фабричными трубами. | 1908—1911                        | Вичуга · Ивановская область · Россия                                      |
| 89,5       | Александровская колокольня Успенского собора                  |             | При строительстве было использовано 3,5 млн кирпичей и около 65,5 тонн связного железа. | 1821—1841                        | Харьков · Украина                                                         |
| 88         | Колокольня Троице-Сергиевой лавры                             |             | Пятиярусная колокольня. | 1741—1770                        | Сергиев Посад · Россия                                                    |
| 83,2       | Колокольня Рязанского кремля                                  |             | Колокольня строилась четырьмя разными архитекторами. Является самым высоким зданием на территории Рязанской области. | 1789—1840                        | Рязань · Россия                                                           |
| 82         | Колокольня Всехсвятского кафедрального собора                 |             | На углах первого яруса колокольни установлены фигуры трубящих ангелов. Является самым высоким зданием на территории Тульской области. | 1833—1859                        | Тула · Россия                                                             |
| 81,92      | Колокольня храма Петра и Павла                                |             | Из-за неверного пересчета саженей высота колокольни долгое время считалась 93,72 м, с титулом "самая высокая колокольня России, расположенная не в городе". Однако, по чертежам 1975 г. высота колокольни с крестом составляет 83,7 м, а согласно проведённому в 2017 году лазерному сканированию — 81,92 м. | 1779                             | посёлок городского типа Поречье-Рыбное · Ярославская область · Россия     |
| 81,6       | Колокольня Свято-Троицкого монастыря                          |             | Включена в книгу рекордов России как самая высокая бетонная монолитная колокольня. Является самым высоким зданием на территории Чувашии. | 2005—2009                        | Алатырь · Россия                                                          |
| 81         | Колокольня Ивана Великого                                     |             | Колокольня, расположенная на Соборной площади Московского Кремля. | 1532—1543                        | Москва · Россия                                                           |
| 81         | Колокольня Свято-Успенской Саровской пустыни                  |             | В хорошую погоду с обзорной площадки можно увидеть колокольню и храмы Серафимо-Дивеевского монастыря. | 1789—1799                        | Саров, Нижегородская область · Россия                                     |
| 80         | Колокольня Благовещенского собора                             |             | В 1997 году крест вместе с верхней частью купола колокольни был уничтожен пожаром. | 1888—1901                        | Харьков · Украина                                                         |
| 80         | Колокольня Николаевской церкви                                |             | Колокольня несохранившейся Николаевской церкви. В 1895 году церковь считалась крупнейшей в Тульской епархии. | 1801—1860                        | Венёв · Россия                                                            |
| ~80        | Колокольня «Пересвет» Троицкого кафедрального собора          |             | Купол и крест установлены 24 июня 2011 года. По данным проектировщиков, высота — 65 м. | 2009—2011                        | Брянск · Россия                                                           |
| 79,9       | Колокольня Успенского собора в Астраханском кремле            |             | В советское время наверху колокольни, лишенной креста, был установлен телевизионный ретранслятор. Является самым высоким зданием на территории Астраханской области. | 1903—1910                        | Астрахань · Россия                                                        |
| 78,5       | Колокольня Софийского собора                                  |             | На колокольне установлены колокола работы голландских, русских и немецких мастеров XVII, XVIII и XIX в. Является самым высоким зданием на территории Вологодской области. | 1869—1870                        | Вологда · Россия                                                          |
| 78         | Колокольня Новоспасского монастыря                            |             | Монастырь сыграл большую роль в отражении набега крымских татар в 1591 году. | 1759—1795                        | Москва · Россия                                                           |
| 77         | Колокольня Спасо-Преображенского кафедрального собора         |             | Колокола приводятся в действие с помощью электронного устройства. | 2000—2001                        | Одесса · Украина                                                          |
| 77         | Колокольня Троицко-Знаменской церкви                          |             | Построена в честь победы в Отечественной войне 1812 года, предположительно по проекту Г. Маричелли. | 1816—1823                        | Лежнево · Россия                                                          |
| 76         | Колокольня Софийского собора                                  |             | Софийский собор внесён в список Всемирного наследия ЮНЕСКО. | 1699—1706                        | Киев · Украина                                                            |
| 76         | Колокольня Воскресенского собора                              |             | В храме идёт реставрация. Является вторым кафедральным собором Тверской епархии. | 1816—1886                        | Кашин · Россия                                                            |
| 76         | Колокольня Иоанно-Богословского Пощуповского монастыря        |             | Иоанно-Богословский мужской монастырь расположен на правом берегу Оки. | 1901                             | село Пощупово · Рязанская область · Россия                                |
| 76         | Колокольня Церкви Великомученика Георгия Победоносца          |             | Отдельно стоящая колокольня Георгиевской церкви является самой высокой в области | 1740                             | Болхов · Орловская область · Россия                                       |
| 75,6       | Колокольня Тобольского кремля                                 |             | Единственный каменный кремль в Сибири. | 1792—1797                        | Тобольск · Россия                                                         |
| 75         | Колокольня Высоковского Успенского монастыря                  |             | Четырёхъярусная «падающая» колокольня, со смотровой площадкой на высоте 60 м. | 1800—1830                        | выселок Успенский, · Ковернинский район, · Нижегородская область · Россия |
| ~78        | Колокольня церкви св. Жён-Мироносиц                           |             | Строительство колокольни обошлось в 64500 рублей. Является самым высоким зданием на территории Калужской области. | 1818—1820                        | Калуга · Россия                                                           |
| 75         | Колокольня собора Рождества Богородицы                        |             | Звон колокола слышен на 42 версты. | 1854—1860                        | Ростов-на-Дону · Россия                                                   |
| 74,5       | Колокольня Николо-Богоявленского морского собора              |             | Растрелли мечтал построить пятиярусную колокольню высотой 140 м. Его ученик Чевакинский воплотил идеи учителя в меньшем масштабе. | 1753—1762                        | Санкт-Петербург · Россия                                                  |
| 74,5       | Калязинская колокольня                                        |             | Затопленная колокольня бывшего Николо-Жабенского монастыря | 1796—1800                        | Калязин · Россия                                                          |
| 74         | Колокольня Богоявленского собора                              |             | В колокольне на втором этаже находился храм. | 1895—1897                        | Казань · Россия                                                           |
| 73         | Колокольня собора Михаила Архангела                           |             | | 1848—1853                        | Бронницы · Россия                                                         |
| 73         | Колокольня собора Кирилла и Мефодия                           |             | Собор был построен в неоисторическом стиле. | 1994—2000                        | Самара · Россия                                                           |
| 73         | Колокольня Спасо-Преображенского кафедрального собора         |             | В храме располагается Пермская государственная художественная галерея | 1798—1820                        | Пермь · Россия                                                            |
| 72         | Колокольня Новодевичьего монастыря                            |             | Колокольня состоит из шести ярусов восьмериков. | 1690                             | Москва · Россия                                                           |
| 72         | Преподобенская колокольня Ризоположенского монастыря          |             | Возведена в честь победы в Отечественной войне 1812 года. Является самым высоким зданием на территории Владимирской области. | 1813—1819                        | Суздаль · Россия                                                          |
| 72         | Колокольня Спасо-Преображенского собора Валаамского монастыря |             | Является самым высоким зданием на территории Карелии. | 1896                             | остров Валаам · Россия                                                    |
| 72         | Колокольня собора святого великомученика Георгия Победоносца  |             | Общий вес колоколов 18.5 тонн. | 2004—2007                        | Одинцово · Россия                                                         |
| 71         | Колокольня Успенского собора Тульского кремля                 |             | Построена в 1772—1776 годах. Разрушена в 1937 году. Восстановлена в первоначальном виде в 2012—2015 годах. | 2012—2015                        | Тула · Россия                                                             |
| 70,5       | Колокольня церкви Иоанна Предтечи                             |             | Надвратная колокольня в неовизантийском стиле на Ивановой Горе в деревне Глубоково. | 1895—1899                        | Московская область · Россия                                               |
| 70         | Колокольня собора Александра Невского                         |             | Собор возведен в стиле русского классицизма. | 1818—1823                        | Ижевск · Россия                                                           |
| 70         | Колокольня Вознесенского женского монастыря                   |             | | 2007—2012                        | Тамбов · Россия                                                           |
| 70         | Колокольня церкви Живоначальной Троицы                        |             | Белокаменная православная церковь, построенная в редком для России стиле псевдоготики с элементами барокко и классицизма. | 1802—1868                        | Гусь-Железный · Россия                                                    |

## Утраченные

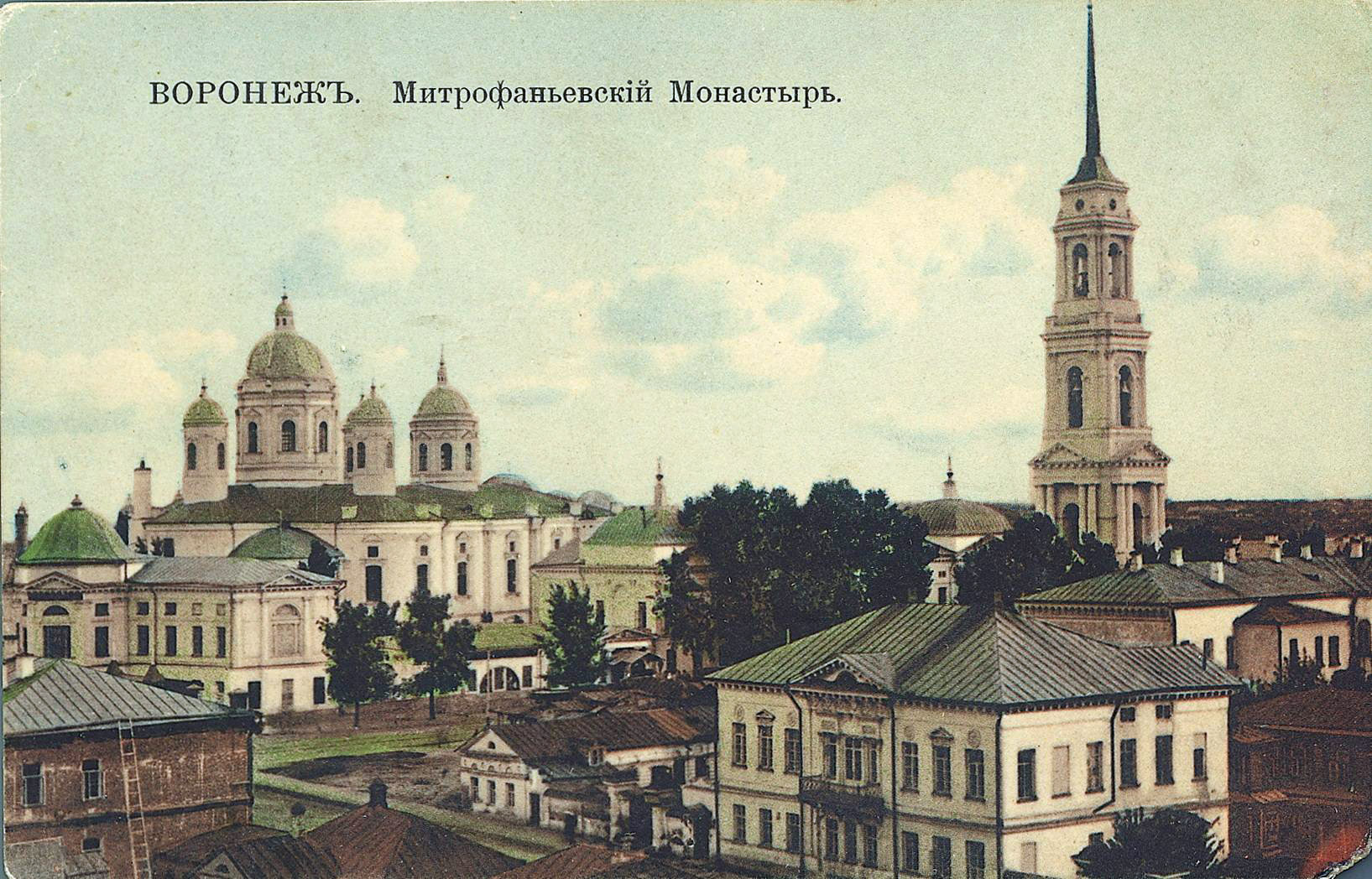
Колокольня Благовещенского собора в Воронеже

- Четырёхъярусная колокольня Казанского кафедрального собора в Ставрополе, высотой до 98 метров. Разрушена в 1943 году[89]. По состоянию на апрель 2019 года активно строится заново.
- На территории Самарского Пустынно-Николаевского монастыря когда-то была колокольня высотой 96 метров[90].
- Пятиярусная колокольня высотой более 94 метров Симонова монастыря, построенная в 1839 году, была взорвана в 30-е годы XX века[91].
- До пожара 1723 года высота (с фигурой ангела и крестом) Меншиковой башни составляла 84,2 метра[92].
- Колокольня Свято-Успенского Иосифо-Волоцкого монастыря, по высоте равная кремлёвскому столпу Ивана Великого (81 метр), была взорвана во время военных действий в 1941 году[93][94].
- Колокольня Спасо-Андроникова монастыря высотой 73 метра была взорвана в 1930-е годы[91].
- Колокольня Церкви Сретения Господня в с. Окунёвское Курганской области достигала 86 метров до пожара в 1997 году и обрушения верхнего яруса.
- Колокольня Благовещенского собора в Воронеже высотой 74,5 м. Построена в 1828 году, разрушена в 1942—1943 годах в битве за Воронеж.[95]
- Церковь Бориса и Глеба, Царев Борисов Городок (ныне с. Борисово, Московской области). Построенная в 1586 году имела высоту 74 м и была выше колокольни Ивана Великого (до её достройки), обрушилась в 1775 году.[96]

## Проекты
До Первой мировой войны в обители Свято-Троицкого Ионинского монастыря (Киев) планировалось строительство второй по высоте (после Петропавловского собора в Санкт-Петербурге) колокольни в Российской империи (проектная высота 110 м).
Не был осуществлён проект колокольни Смольного монастыря в Санкт-Петербурге, высота которой должна была составлять 140 м, что сделало бы её выше шпиля Петропавловского собора.